# .ie
.ie е интернет домейн от първо ниво за Република Ирландия.
Регистрациите могат да станат, само ако желаещият се намира в страната или има значителна връзка с целия остров, включително и Северна Ирландия.
Администрира се от IE Domain Registry и е представен на 27 януари 1988.